# 2. Handball-Bundesliga 1985/86
Die 2. Handball-Bundesliga 1985/86 war die fünfte Spielzeit der zweithöchsten deutschen Spielklasse im Handball der Männer in der Geschichte der 2. Handball-Bundesliga. Wie in den Jahren zuvor wurde auch in dieser Saison in zwei Staffeln (Nord/Süd) gespielt, die am 13. September 1985 begannen und mit dem letzten Spieltag am 24. Mai 1986 endeten.

## Saisonverlauf
In die Handball-Bundesliga stiegen die beiden Staffelsieger VfL Hameln und der TSV Milbertshofen direkt auf. Im Duell der Tabellenzweiten, um den dritten Aufsteiger, setzte sich TuS Schutterwald in den Aufstiegsspielen dank der Auswärtstorregel gegen TSV Bayer Dormagen durch.
Den Gang in die drittklassige Handball-Regionalliga mussten aus dem Norden der MTV Herzhorn, TSB Flensburg und der VfL Lichtenrade sowie aus dem Süden TSV Birkenau und TSV Jahn Gensungen antreten. Im Gegenzug stiegen zur Folgesaison der VfL Bad Schwartau und SuS Oberaden in die Staffel Nord sowie der TSV Tempelhof-Mariendorf, TSV Dutenhofen und die SG Köndringen/Teningen in die Staffel Süd auf. Aus dem Oberhaus kamen als Absteiger TSV GWD Minden und die Reinickendorfer Füchse dazu.

## Modus
In zwei Staffeln zu je 14 Mannschaften wurde im Modus „Jeder gegen Jeden“ mit je einem Heim- und Auswärtsspiel gespielt. Die beiden Staffelsieger stiegen direkt in die Handball-Bundesliga auf und die Tabellenzweiten spielten in zwei Aufstiegsspielen den dritten Aufsteiger aus. Die beiden Letzten jeder Staffel stiegen in die jeweilige Handball-Regionalliga ab. Der fünfte Absteiger (Tabellenzwölfter), kam aus jener Staffel, dessen Vertreter das Ausscheidungsspiel zur Handball-Bundesliga verlor.

## Staffel Nord
In der Staffel Nord wurden 182 Spiele ausgetragen, bei denen es 112 Heimsiege, 19 Unentschieden und 51 Auswärtssiege gab. In diesen fielen 7.739 Tore, das waren ≈ 43 Treffer pro Spiel. Die treffsicherste Mannschaft war TSV Bayer Dormagen, dessen Spieler 620-mal trafen. Sie waren auch am höchsten Heimsieg gegen den VfL Lichtenrade beim 29:13 am 4. Spieltag und beim torreichste Spiel 34:28 gegen DSC Wanne-Eickel am 11. Spieltag beteiligt. Zudem stellten sie mit Vladimir Vukoje den Torschützenkönig, der 211-mal traf, davon 24 Tore als Siebenmeterschütze. Den höchsten Auswärtssieg gelang TuS Nettelstedt beim 31:17 am 13. Spieltag bei Lichtenrade. Vier Vereine standen im Verlauf der Saison an der Tabellenspitze: VfL Hameln (2×), TSV Bayer Dormagen (19×), HC TuRa Bergkamen (4×) und TuS Nettelstedt (1×).

### Abschlusstabelle
| Pl. | Verein                  | Sp. | S  | U | N  | Tore      | Diff. | Punkte  |
| --- | ----------------------- | --- | -- | - | -- | --------- | ----- | ------- |
| 1.  | VfL Hameln              | 26  | 20 | 2 | 4  | 0610:5070 | +103  | 042:100 |
| 2.  | TSV Bayer Dormagen      | 26  | 19 | 3 | 4  | 0650:5470 | +103  | 041:110 |
| 3.  | HC TuRa Bergkamen (A)   | 26  | 17 | 2 | 7  | 0553:4870 | +66   | 036:160 |
| 4.  | DSC Wanne-Eickel        | 26  | 15 | 2 | 9  | 0594:5530 | +41   | 032:200 |
| 5.  | TuS Nettelstedt         | 26  | 13 | 3 | 10 | 0594:5610 | +33   | 029:230 |
| 6.  | SG VTB/Altjührden       | 26  | 12 | 3 | 11 | 0568:5710 | −3    | 027:250 |
| 7.  | VfL Fredenbeck          | 26  | 11 | 4 | 11 | 0541:5420 | −1    | 026:260 |
| 8.  | TV Emsdetten (N)        | 26  | 10 | 5 | 11 | 0544:5430 | +1    | 025:270 |
| 9.  | SG Olympia Longerich    | 26  | 10 | 2 | 14 | 0527:5470 | −20   | 022:300 |
| 10. | TSV Verden              | 26  | 10 | 2 | 14 | 0570:6050 | −35   | 022:300 |
| 11. | TSV Bayer 04 Leverkusen | 26  | 8  | 5 | 13 | 0505:5160 | −11   | 021:310 |
| 12. | MTV Herzhorn (N)        | 26  | 6  | 5 | 15 | 0490:5450 | −55   | 017:350 |
| 13. | TSB Flensburg           | 26  | 8  | 0 | 18 | 0524:5730 | −49   | 016:360 |
| 14. | VfL Lichtenrade (N)     | 26  | 4  | 0 | 22 | 0474:6470 | −173  | 08:440  |

Platzierungskriterien: 1. Punkte – 2. Tordifferenz – 3. geschossene Tore

 Aufsteiger in die Handball-Bundesliga 1986/87
  Teilnehmer an den Aufstiegsspielen zur Handball-Bundesliga
  Absteiger in die Handball-Regionalliga 1986/87
 (A) Absteiger aus der Handball-Bundesliga 1984/85
 (N) Aufsteiger aus der Handball-Regionalliga 1984/85

### Kreuztabelle
Die Kreuztabelle stellt die Ergebnisse aller Spiele dieser Saison dar. Die Heimmannschaft ist in der linken Spalte aufgelistet und die Gastmannschaft in der obersten Reihe.
| 1985/86 14. September 1985 – 24. Mai 1986 | 1985/86 14. September 1985 – 24. Mai 1986 | VfL Hameln | TSV Bayer Dormagen | HC TuRa Bergkamen | DSC Wanne-Eickel | TuS Nettelstedt | Alt jührden | VfL Fredenbeck | TV Emsdetten | Longe rich | TSV Verden | TSV Bayer 04 Leverkusen | MTV Herzhorn | TSB Flensburg | VfL Li'rade |
| ----------------------------------------- | ----------------------------------------- | ---------- | ------------------ | ----------------- | ---------------- | --------------- | ----------- | -------------- | ------------ | ---------- | ---------- | ----------------------- | ------------ | ------------- | ----------- |
| 01.                                       | VfL Hameln                                |            | 22:20              | 25:17             | 24:22            | 22:16           | 21:20       | 25:16          | 31:19        | 20:17      | 28:18      | 18:17                   | 16:15        | 32:22         | 30:17       |
| 02.                                       | TSV Bayer Dormagen                        | 23:23      |                    | 26:20             | 34:28            | 28:27           | 27:14       | 32:24          | 26:21        | 20:20      | 30:22      | 24:23                   | 28:18        | 26:21         | 29:13       |
| 03.                                       | HC TuRa Bergkamen                         | 23:20      | 22:23              |                   | 27:23            | 25:21           | 28:20       | 22:15          | 17:18        | 23:14      | 30:20      | 18:15                   | 22:12        | 18:14         | 22:11       |
| 04.                                       | DSC Wanne-Eickel                          | 20:24      | 23:21              | 18:21             |                  | 27:16           | 25:22       | 20:19          | 17:17        | 27:21      | 29:21      | 21:25                   | 19:16        | 26:20         | 32:24       |
| 05.                                       | TuS Nettelstedt                           | 20:19      | 27:21              | 13:17             | 28:20            |                 | 29:26       | 24:18          | 23:23        | 22:18      | 26:19      | 21:21                   | 28:20        | 28:21         | 29:17       |
| 06.                                       | SG VTB/Altjührden                         | 15:21      | 24:22              | 22:14             | 21:21            | 29:24           |             | 25:20          | 20:20        | 21:20      | 26:23      | 22:17                   | 20:20        | 21:17         | 21:12       |
| 07.                                       | VfL Fredenbeck                            | 20:20      | 18:25              | 21:24             | 22:24            | 23:18           | 25:22       |                | 20:16        | 24:17      | 29:24      | 27:23                   | 20:17        | 25:15         | 30:20       |
| 08.                                       | TV Emsdetten                              | 24:27      | 22:25              | 21:21             | 19:20            | 25:20           | 30:25       | 15:18          |              | 23:20      | 23:18      | 16:20                   | 21:21        | 21:20         | 24:12       |
| 09.                                       | SG Olympia Longerich                      | 25:24      | 20:22              | 25:22             | 24:23            | 20:20           | 24:20       | 23:17          | 19:25        |            | 23:26      | 17:19                   | 24:22        | 25:23         | 20:18       |
| 10.                                       | TSV Verden                                | 21:24      | 26:26              | 19:15             | 22:29            | 21:23           | 26:20       | 14:14          | 19:18        | 13:15      |            | 24:22                   | 23:18        | 16:18         | 28:17       |
| 11.                                       | TSV Bayer 04 Leverkusen                   | 24:20      | 18:20              | 19:19             | 16:15            | 17:21           | 24:22       | 19:19          | 13:19        | 14:17      | 30:23      |                         | 20:20        | 20:16         | 19:21       |
| 12.                                       | MTV Herzhorn                              | 17:24      | 17:22              | 15:19             | 18:19            | 24:22           | 21:22       | 17:17          | 21:20        | 17:15      | 24:26      | 16:16                   |              | 18:17         | 21:19       |
| 13.                                       | TSB Flensburg                             | 19:21      | 22:31              | 21:25             | 16:22            | 25:19           | 18:19       | 18:16          | 26:19        | 23:16      | 25:30      | 16:15                   | 23:20        |               | 25:17       |
| 14.                                       | VfL Lichtenrade                           | 20:29      | 12:19              | 16:22             | 15:24            | 17:31           | 22:29       | 23:24          | 24:25        | 19:18      | 20:27      | 22:19                   | 25:27        | 27:23         |             |

### Torschützenliste
Torschützenkönig der Staffel Nord wurde Vladimir Vukoje vom TSV Bayer Dormagen mit 211 Toren.
|     | Spieler            | Verein                  | Tore / 7 m |
| --- | ------------------ | ----------------------- | ---------- |
| 01. | Vladimir Vukoje    | TSV Bayer Dormagen      | 211 / 24   |
| 02. | Kristján Arason    | VfL Hameln              | 185 / 76   |
| 03. | Lüder Meyn         | MTV Herzhorn            | 176 / 62   |
| 04. | Jurek Tomasik      | SG Olympia Longerich    | 173 / 85   |
| 05. | Claus Fey          | TSV Bayer 04 Leverkusen | 170 / 50   |
| 06. | Stephan Stop       | VfL Fredenbeck          | 169 / 60   |
| 07. | Bjarni Guðmundsson | DSC Wanne-Eickel        | 135 / 25   |
| 08. | Richard Ratka      | HC TuRa Bergkamen       | 122 / 30   |
| 09. | Jens Timm          | MTV Herzhorn            | 119 / 23   |
| 10. | Wolfgang Gropp     | TSV Verden              | 110 / 17   |

## Staffel Süd
In der Staffel Süd wurden 182 Spiele ausgetragen, bei denen es 122 Heimsiege, 17 Unentschieden und 43 Auswärtssiege gab, die 118.050 Zuschauer ≈ 649 pro Spiel sahen. In diesen fielen 7.503 Tore, das waren ≈ 41 Treffer pro Spiel. Die treffsicherste Mannschaft war TuS Schutterwald, dessen Spieler 620-mal trafen. Sie waren auch an der torreichsten Begegnung TSV 05 Rot – Schutterwald am 10. Spieltag beteiligt, das 28:29 endete. Den höchsten Heimsieg landete Staffelsieger TSV Milbertshofen am 7. Spieltag durch ein 28:13 gegen die SG Leutershausen und der höchste Auswärtssieg gelang Tuspo Nürnberg am 9. Spieltag beim 30:20 bei der TSV Birkenau. Torschützenkönig wurde Erhard Wunderlich vom TSV Milbertshofen, der 213 Tore warf, von denen er 95 vom Siebenmeterpunkt erzielte. Im Verlaufe der Saison standen mit Schutterwald am ersten Spieltag und Milbertshofen an den restlichen Spieltagen nur zwei Vereine an der Tabellenspitze.

### Abschlusstabelle
| Pl. | Verein                   | Sp. | S  | U | N  | Tore      | Diff. | Punkte  |
| --- | ------------------------ | --- | -- | - | -- | --------- | ----- | ------- |
| 1.  | TSV Milbertshofen        | 26  | 22 | 1 | 3  | 0615:4690 | +146  | 045:70  |
| 2.  | TuS Schutterwald         | 26  | 18 | 0 | 8  | 0620:5460 | +74   | 036:160 |
| 3.  | SG Wallau/Massenheim (A) | 26  | 17 | 1 | 8  | 0557:5100 | +47   | 035:170 |
| 4.  | Tuspo Nürnberg           | 26  | 15 | 3 | 8  | 0607:5460 | +61   | 033:190 |
| 5.  | VfL Heppenheim (N)       | 26  | 14 | 2 | 10 | 0502:5070 | −5    | 030:220 |
| 6.  | TV Hüttenberg (A)        | 26  | 13 | 1 | 12 | 0583:5760 | +7    | 027:250 |
| 7.  | SG Leutershausen         | 26  | 11 | 3 | 12 | 0520:5290 | −9    | 025:270 |
| 8.  | TSV 05 Rot               | 26  | 9  | 3 | 14 | 0549:5720 | −23   | 021:310 |
| 9.  | TuS Griesheim            | 26  | 10 | 1 | 15 | 0498:5300 | −32   | 021:310 |
| 10. | VfL Pfullingen (N)       | 26  | 8  | 5 | 13 | 0497:5420 | −45   | 021:310 |
| 11. | TSV Oftersheim           | 26  | 7  | 5 | 14 | 0472:5090 | −37   | 019:330 |
| 12. | TuS Eintracht Wiesbaden  | 26  | 7  | 3 | 16 | 0502:5540 | −52   | 017:350 |
| 13. | TSV Birkenau             | 26  | 7  | 3 | 16 | 0487:5410 | −54   | 017:350 |
| 14. | TSV Jahn Gensungen       | 26  | 7  | 3 | 16 | 0495:5730 | −78   | 017:350 |

Platzierungskriterien: 1. Punkte – 2. Tordifferenz – 3. geschossene Tore

 Aufsteiger in die Handball-Bundesliga 1986/87
  Teilnehmer an den Aufstiegsspielen zur Handball-Bundesliga
  Absteiger in die Handball-Regionalliga 1986/87
 (A) Absteiger aus der Handball-Bundesliga 1984/85
 (N) Aufsteiger aus der Handball-Regionalliga 1984/85

### Kreuztabelle
Die Kreuztabelle stellt die Ergebnisse aller Spiele dieser Saison dar. Die Heimmannschaft ist in der linken Spalte aufgelistet und die Gastmannschaft in der obersten Reihe.
| 1985/86 13. September 1985 – 24. Mai 1986 | 1985/86 13. September 1985 – 24. Mai 1986 | TSV Milbertshofen | TuS Schutterwald | SG Wallau/Massenheim | Tuspo Nürnberg | VfL Heppenheim | TV Hüttenberg | SG Leutershausen | TSV 05 Rot | TuS Griesheim | VfL Pfullingen | Ofters heim | TuS Eintracht Wiesbaden | TSV Birkenau | TSV Jahn Gensungen |
| ----------------------------------------- | ----------------------------------------- | ----------------- | ---------------- | -------------------- | -------------- | -------------- | ------------- | ---------------- | ---------- | ------------- | -------------- | ----------- | ----------------------- | ------------ | ------------------ |
| 01.                                       | TSV Milbertshofen                         |                   | 20:19            | 24:19                | 22:21          | 24:19          | 28:23         | 28:13            | 25:19      | 26:12         | 18:12          | 26:19       | 29:15                   | 20:13        | 25:16              |
| 02.                                       | TuS Schutterwald                          | 25:23             |                  | 30:24                | 22:21          | 28:21          | 28:19         | 24:21            | 27:21      | 21:14         | 26:13          | 26:17       | 28:20                   | 26:18        | 31:19              |
| 03.                                       | SG Wallau/Massenheim                      | 22:18             | 24:18            |                      | 19:12          | 24:21          | 24:20         | 18:16            | 23:20      | 23:16         | 30:18          | 19:15       | 18:16                   | 29:18        | 28:17              |
| 04.                                       | Tuspo Nürnberg                            | 18:23             | 29:24            | 26:21                |                | 26:20          | 26:16         | 19:18            | 25:17      | 27:22         | 22:19          | 22:22       | 21:17                   | 26:19        | 31:20              |
| 05.                                       | VfL Heppenheim                            | 19:24             | 23:19            | 25:23                | 17:17          |                | 19:20         | 17:14            | 17:16      | 19:15         | 21:20          | 17:16       | 18:18                   | 24:15        | 18:15              |
| 06.                                       | TV Hüttenberg                             | 21:27             | 28:22            | 21:16                | 27:22          | 20:17          |               | 22:26            | 29:27      | 18:16         | 26:18          | 18:22       | 27:16                   | 27:16        | 27:24              |
| 07.                                       | SG Leutershausen                          | 18:25             | 23:22            | 19:15                | 28:26          | 13:16          | 18:18         |                  | 18:18      | 19:22         | 25:19          | 27:21       | 19:17                   | 21:21        | 26:17              |
| 08.                                       | TSV 05 Rot                                | 17:25             | 28:29            | 26:25                | 24:26          | 18:19          | 26:21         | 21:24            |            | 22:20         | 22:26          | 18:17       | 18:17                   | 25:20        | 18:21              |
| 09.                                       | TuS Griesheim                             | 21:18             | 25:22            | 22:23                | 23:19          | 19:21          | 23:27         | 22:24            | 17:18      |               | 20:17          | 20:18       | 19:16                   | 20:16        | 23:19              |
| 10.                                       | VfL Pfullingen                            | 19:19             | 19:23            | 19:19                | 22:24          | 21:16          | 18:17         | 21:18            | 20:22      | 21:24         |                | 18:16       | 23:19                   | 21:17        | 19:19              |
| 11.                                       | TSV Oftersheim                            | 18:28             | 20:21            | 15:16                | 21:21          | 26:22          | 21:25         | 17:13            | 19:19      | 15:10         | 19:19          |             | 15:12                   | 21:14        | 18:16              |
| 12.                                       | TuS Eintracht Wiesbaden                   | 20:28             | 17:18            | 25:22                | 25:24          | 15:11          | 24:22         | 23:25            | 21:21      | 23:19         | 20:21          | 21:15       |                         | 21:21        | 25:20              |
| 13.                                       | TSV Birkenau                              | 16:19             | 18:21            | 15:16                | 20:30          | 21:24          | 29:24         | 18:14            | 22:19      | 16:6          | 21:15          | 24:12       | 25:20                   |              | 20:15              |
| 14.                                       | TSV Jahn Gensungen                        | 17:23             | 21:20            | 18:19                | 18:26          | 20:21          | 22:20         | 22:20            | 19:28      | 22:18         | 19:19          | 17:17       | 27:19                   | 15:14        |                    |

### Torschützenliste
Torschützenkönig der Staffel Süd wurde Erhard Wunderlich vom TSV Milbertshofen mit 211 Toren.
|     | Spieler           | Verein               | Tore / 7 m |
| --- | ----------------- | -------------------- | ---------- |
| 01. | Erhard Wunderlich | TSV Milbertshofen    | 213 / 95   |
| 02. | Arno Ehret        | TuS Schutterwald     | 187 / 93   |
| 03. | Gerd Wolf         | SG Wallau/Massenheim | 165 / 61   |
| 04. | Patrick O’Neill   | TuS Griesheim        | 142 / 62   |
| 05. | Ivan Majstorović  | VfL Heppenheim       | 129 / 38   |
| 05. | Bernd Steinhauser | TSV 05 Rot           | 129 / 47   |
| 05. | Stjepan Obran     | Tuspo Nürnberg       | 129 / 52   |
| 08. | Eckhard Mack      | TV Hüttenberg        | 128 / 53   |
| 09. | Dieter Kreß       | TSV Jahn Gensungen   | 123 / 59   |
| 10. | Peter Quarti      | TuS Schutterwald     | 118 / 32   |

### Zuschauer
In 182 Spielen kamen 118.050 Zuschauer ({\displaystyle \varnothing } 649 pro Spiel) in die Hallen.
Größte Zuschauerkulisse
3.000 TuS Schutterwald – TSV Milbertshofen (25. Sp.)
Niedrigste Zuschauerkulisse
50 Tuspo Nürnberg – TuS Griesheim (26. Sp.)
| Mannschaft              | Heim   | {\displaystyle \varnothing } |
| ----------------------- | ------ | ---------------------------- |
| TSV Milbertshofen       | 08.200 | 0.631                        |
| TuS Schutterwald        | 14.950 | 1.150                        |
| SG Wallau/Massenheim    | 16.050 | 1.235                        |
| Tuspo Nürnberg          | 04.450 | 0.342                        |
| VfL Heppenheim          | 07.800 | 0.600                        |
| TV Hüttenberg           | 09.300 | 0.715                        |
| SG Leutershausen        | 04.750 | 0.365                        |
| TSV 05 Rot              | 05.750 | 0.442                        |
| TuS Griesheim           | 05.650 | 0.435                        |
| VfL Pfullingen          | 13.600 | 1.046                        |
| TSV Oftersheim          | 04.850 | 0.373                        |
| TuS Eintracht Wiesbaden | 07.500 | 0.577                        |
| TSV Birkenau            | 06.150 | 0.473                        |
| TSV Jahn Gensungen      | 09.050 | 0.696                        |

## Aufstiegsspiele zur Handball-Bundesliga
Die Tabellenzweiten TSV Bayer Dormagen (Staffel Nord) und TuS Schutterwald (Staffel Süd) ermittelten in zwei Spielen den dritten Aufsteiger in die Handball-Bundesliga 1986/87. Die Spiele fanden am Samstag, dem 31. Mai um 18.00 Uhr in der Dreifachhalle von Dormagen und am Samstag, den 7. Juni um 19.30 Uhr in der Offenburger Ortenauhalle statt.
| Datum                   |                    | Gesamt   |                  | Hinspiel | Rückspiel |
| ----------------------- | ------------------ | -------- | ---------------- | -------- | --------- |
| Sa 31. Mai / Sa 7. Juni | TSV Bayer Dormagen | 47:47(A) | TuS Schutterwald | 26:25    | 21:22     |

 Aufsteiger in die Handball-Bundesliga 1986/87

## Aufsteiger
| 1. Nord             | VfL Hameln |
| ------------------- | --- |
| Logo vom VfL Hameln | - Torhüter: Martin Birkner (–), Lothar Kappich (–) - Feldspieler: Gerhard Amann (55), Kristján Arason (184), Rainer Baltrusch (3), Martin Baumann (93), Uwe Benkendorff (49), Carsten Berg (37), Uwe Fröschke (40), Jobst Klein (15), Ralf Kuhnigk (76), Udo Maltzahn (24), Jörg Mangold (–), Ralf Männich (–), Ralf Niemeyer (–) – (Tore) - Trainer: Friedrich Spannuth |

| 1. Süd                     | TSV Milbertshofen |
| -------------------------- | --- |
| Logo vom TSV Milbertshofen | - Torhüter: Wolf-Rüdiger Neumayer (–), Klaus Wöller (–) - Feldspieler: Michael Grom (2), Klaus-Peter Heimerl (47), Frank Löhr (39), Jörg Löhr (110), Zdravko Miljak (6), Jürgen Sauer (1), Andreas Schilling (8), Karl-Heinz Schulz (78), Peter Steiner (29), Klaus Voik (65), Robert Wagner (16), Erhard Wunderlich (213) – (Tore) - Trainer: Zdravko Miljak |

| 2. Süd                    | TuS Schutterwald |
| ------------------------- | --- |
| Logo vom TuS Schutterwald | - Torhüter: Hans-Peter Fries (–), Schatz (–) - Feldspieler: Christof Armbruster (41), Dietmar Börsig (3), Klaus Cybulski (49), Markus Eggs (33), Arno Ehret (187), Bernd Esslinger (8), Thomas Kromer (6), Martin Heuberger (53), Dietmar Maier (2), Peter Quarti (118), Manfred Ritter (–), Kenji Tamamura (78), Hans-Jürgen Zank (10), Michael Ziebold (32) – (Tore) - Trainer: Armin Emrich |